# Nenad Đorđević
Nenad Đorđević (Paraćin, 7. kolovoza 1979.) je srbijanski bivši nogometaš koji trenutačno trenira mlade selekcije Kalmara IF.
Na SP-u u Njemačkoj nastupio je za Srbiju i Crnu Goru.

## Vanjske poveznice
- Profil na Transfermarktu
- Profil na Soccerwayu